# ABC Wasp
L'ABC Wasp était un moteur expérimental de 170 ch (127 kW) sept-cylindre radial conçu par l'ingénieur Britannique Granville Bradshaw, et principalement construit par ABC Motors Limited. Douze moteurs ABC Wasp furent livrés à Guy Motors le 19 avril 1918.

## Conception et développement
L'ABC Wasp a été l'un des premiers grands moteurs en étoile non-rotatif à refroidissement par air. À un poids de 290 livres (131 kg), il avait un rapport puissance-poids raisonnable de 0,6 cv par livre. Ce moteur de l'ère de la première Guerre Mondiale est remarquable, car il a été l'un des premiers dans lequel les cylindres ont été revêtus de cuivre dans une tentative de dissiper la chaleur. L'ABC Wasp n'a jamais évolué au-delà du stade expérimental, mais il a été le prédécesseur du moteur Dragonfly,.

## Variantes
Wasp I
1918, 160 cv (119 kW)
Wasp II
1919, 200 ch (149 kW), augmentation de l'alésage et la course.

## Applications
Wasp I
- Avro 504K
- B.A.T. Bantam
- B.A.T. Baboon
- Sopwith Snail
- Westland Wagtail

Wasp II
- Avro 504K
- B.A.T. Bantam
- Saunders Kittywake
- Sopwith Snail
- Westland Wagtail